# Llamil Simes
Llamil Simes - em árabe, جميل سيمويز (Córdoba, 19 de março de 1923 - 20 de fevereiro de 1980) - foi um futebolista argentino.

## História

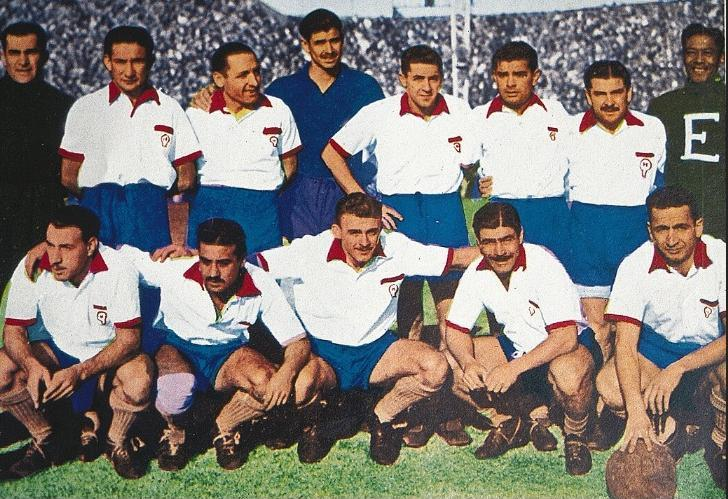
O time do Huracán de 1946. Simes é o quarto jogador em pé, da esquerda para a direita. Os dois primeiros agachados são Juan Carlos Salvini e Norberto Méndez, com quem jogaria também no Racing. Alfredo Di Stéfano é o terceiro.

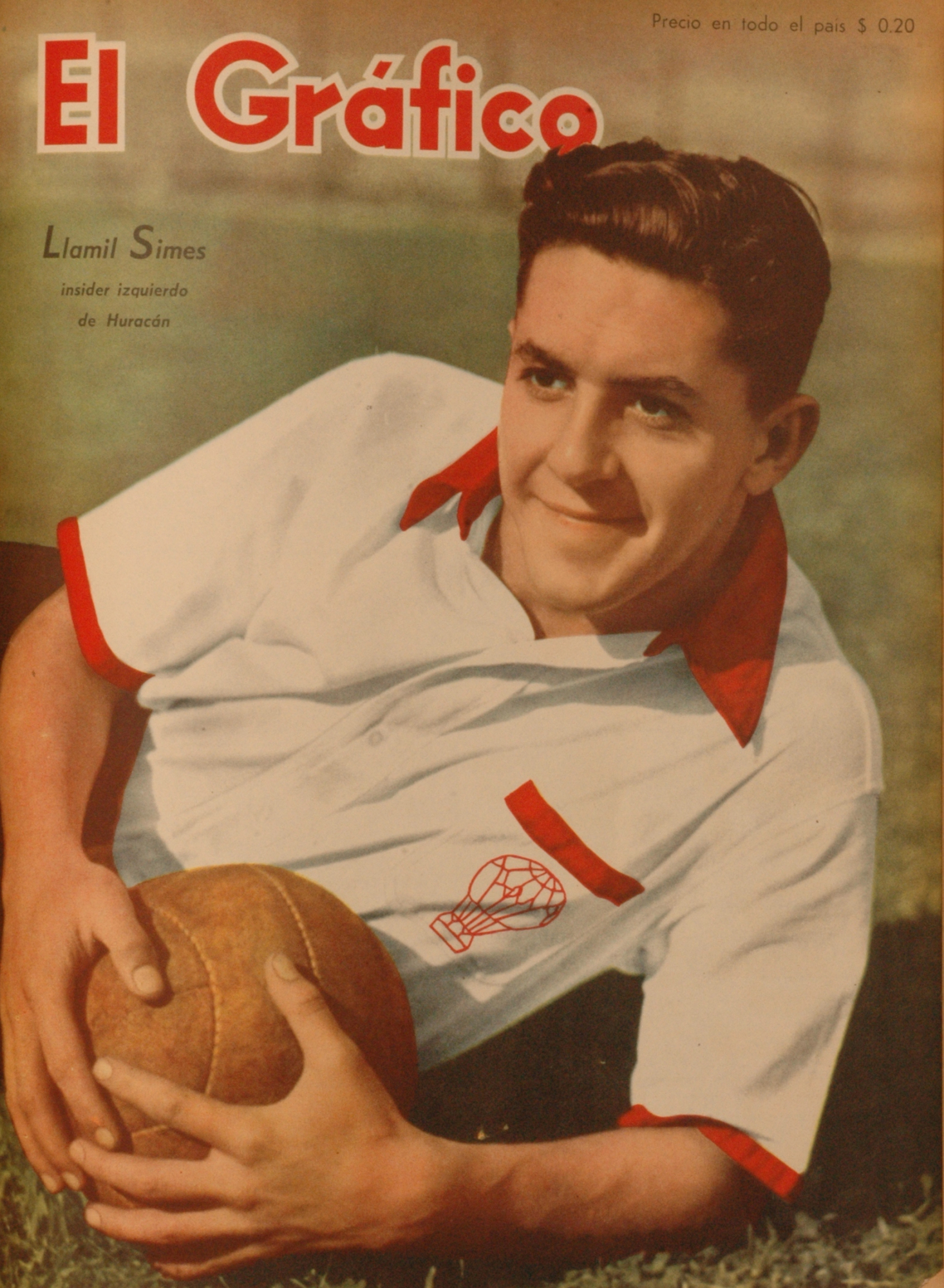
Llamil Simes, atacante do Huracán

De origem árabe - seu nome é a versão local de Jamil -, começou a carreira no Huracán, em 1943. Nascido em Córdova, seu início no futebol foi em San Lorenzo de Córdoba. Graças à venda de seu passe, o clube conseguiu comprar o terreno em que ele conseguiu se estabelecer e construir um estádio no bairro de Las Flores. Este estádio hoje leva seu nome como uma homenagem.
Recebeu o apelido de Saeta ("flecha") por sua velocidade. Alfredo Di Stéfano, com quem chegou a jogar no clube de Parque Patricios em 1946, receberia a mesma alcunha, mas acrescida de Rubia ("loira") justamente para diferenciar-se de Simes.
No Globo, onde marcou 40 vezes em 93 partidas,[carece de fontes?] jogou ao lado de outros celebrados atacantes: Norberto Méndez, Juan Carlos Salvini, Herminio Masantonio, Emilio Baldonedo e Arsenio Erico. Junto com os dois primeiros, transferiu-se em 1947 para o Racing, um dos cinco grandes do futebol argentino, mas que enfrentava jejum de títulos desde 1925, ainda na época anterior ao profissionalismo (adotado na Argentina em 1931).[carece de fontes?]
Em dois anos, quebrou-se o jejum. A equipe de Avellaneda, impulsionada pela linha ofensiva formada por Méndez, Mario Boyé, Rubén Bravo, Ezra Sued e ele, sagrou-se campeã em 1949, e com Simes terminando como artilheiro do certame.La Academia conquistaria ainda os dois campeonatos seguintes, tornando-se a primeira equipe a ser tricampeã seguida no profissionalismo. Até então, somando-se os três títulos profissionais com os nove amadores, o Racing também tornava-se a mais vitoriosa equipe argentina, ao lado do Boca Juniors.
Em 1950, foi também inaugurado o Juan Domingo Perón, o estádio racinguista, tendo sido de Simes o primeiro gol marcado no Cilindro. Entendia-se tão bem o colega Sued, também de origens árabes, que dizia-se que ambos conversavam em árabe nas partidas. Já veterano e com ele e a equipe em certa decadência, deixou o Racing ao fim de  1955, sendo o quinto maior artilheiro do clube, totalizando 106 gols  em 179 partidas,[carece de fontes?] oito deles em cima do arquirrival Independiente. No ano seguinte, aposentou-se sem gols no pequeno Tigre, ainda assim estando entre os trinta maiores goleadores do futebol argentino.[carece de fontes?]

## Títulos

### Clube

#### Huracán
- Copa Adrián C. Escobar: 1943[carece de fontes?]
- Copa de Competencia Británica: 1944[carece de fontes?]

#### Racing Club
- Campeonato Argentino de Futebol: 1949, 1950, 1951[carece de fontes?]

### Artilharia
- Campeonato Argentino de Futebol: 1949 (26 gols)[carece de fontes?]